# Roche de Lake Lawrence
La Roche de Lake Lawrence ou Roche du Lac Lawrence est un bloc erratique situé dans l'État de Washington, aux États-Unis.

## Description
Le rocher se situe à environ 600 m au nord du Lac Lawrence (en) (Lake Lawrence), dans le comté de Thurston. Il se compose de granite et mesure 4,6 mètres (15 feet) de hauteur.